# Gerry Armstrong (futebolista)
Gerard "Gerry" Joseph Armstrong (Belfast, 23 de maio de 1954) é um ex-futebolista norte-irlandês.

## Carreira
Armstrong jogou de 1970 a 1995, e o clube que por mais tempo defendeu foi o Tottenham Hotspur, entre 1975 e 1980. Passaria depois três anos no Watford, onde, ao lado dos anglo-jamaicanos Luther Blissett e John Barnes, fez a equipe chegar à divisão de elite do campeonato inglês para a temporada de 1983/84.
Pela Seleção Norte-Irlandesa, Armstrong foi às Copas do Mundo de 1982 e 1986. Destacou-se no mundial da Espanha, ao marcar três gols, o segundo deles num dos momentos mais especiais do selecionado: era a última partida da primeira fase, e a equipe precisava vencer a anfitriã Espanha para avançar. Armstrong, que já marcara no empate em 1 x 1 contra Honduras, fez o gol da classificação aos 47 minutos do segundo tempo - a derrota espanhola geraria violentos distúrbios dos torcedores.
Na segunda fase, os norte-irlandeses ficaram no grupo que continha a Áustria e a fortíssima Seleção Francesa de Michel Platini, Alain Giresse e Jean Tigana. Após empate contra a Áustria, a Irlanda do Norte precisava de uma improvável vitória sobre os franceses e acabaram perdendo por 4 a 1, com Armstrong marcando o gol de sua seleção. Eleito pela imprensa o melhor britânico do mundial, ficou em quarto lugar na artilharia da Copa, atrás apenas de Paolo Rossi, Karl-Heinz Rummenigge e Zico. Apenas na Copa de 2002, outro irlandês, Robbie Keane (da Seleção Irlandesa), faria também três gols.
A sua performance no mundial e a posterior campanha no Watford atraiu os dirigentes do Mallorca, que o levaram para duas temporadas e fizeram de Armstrong um dos primeiros jogadores irlandeses a atuar fora do Reino Unido. Encerrou a carreira em 1989, quando estava emprestado ao Millwall. No entanto, trabalharia como jogador e treinador por Brighton e Crawley Town.